# السويس
السُوَيس، مدينة مصرية، عاصمة وأكبر مدينة في محافظة السويس، تقع على رأس خليج السويس؛ وهي أكبر المدن المصرية المطلة على البحر الأحمر. سميت قناة السويس على اسم المدينة.
كانت تسمى قديماً  القلزم، تقع شرق دلتا نهر النيل على المدخل الجنوبي لقناة السويس. يحدها شمالاً محافظة الإسماعيلية، وشرقاً جنوب سيناء، وغرباً القاهرة. وبمحافظة السويس ثلاثة موانئ وهي ميناء الأدبية وميناء السويس وميناء السخنة، حيث مصفاة بترول ومصانع بتروكيماويات ترتبط بالقاهرة ثم بالبحر الأبيض المتوسط عبر خط أنابيب «سوميد».
لقبت ب«مدينة الغريب» نسبة إلى سيدي الغريب وكان من أعلام الصوفية، ولكن يحضر في الأذهان اليوم توافد الغرباء عليها من صعايدة وعرب وأبناء المحافظات الأخرى. عرفت لقطعها الطريق إلى القاهرة أمام الجيش الإسرائيلي أثناء حرب أكتوبر فقد فشلوا في احتلالها لمقاومة أهلها تحت قيادة شخصيات كالشيخ حافظ سلامة.

## التسمية
اختلفت الاجتهادات حول أصل تسمية المدينة، منها أنها سُميت كذلك لظهور السوس فيها. ومنها أن اسم المدينة مشتق من اسم ملك مصر إبان حكم الأسرتين التاسعة عشرة والثانية والعشرين، الذي كان يدعى “يو-سوتيس” أو “يوسفاليس” ، والذي كان قد اتخذها قاعدةً لعملياته الحربية، لتأمين مناجم سيناء وردع الغزاة.

## التاريخ

### العصر الفرعوني
كان من الطبيعي أن تكون لمصر، في جميع العصور، مدينة عند الطرف الشمالي لخليج السويس. ففي العصر الفرعوني، كانت هذه المدينة «سيكوت»، ومحلها، الآن، «تل المسخوطة» على بعد 17 كم، غرب مدينة الإسماعيلية. وقد أطلق عليها الإغريق اسم «هيروبوليس» أو «إيرو» في العهدين الروماني والبيزنطي.
وتدل الأبحاث الجيولوجية على أن خليج السويس، كان يمتد، في العصر الفرعوني، حتى بحيرة التمساح. ثم انحسرت مياهه جنوباً، إلى البحيرات المُرّة وأن فرعَي النيل «البيلوزي» و«التانيسي»، كانا يمّران بهذه المنطقة، ويخترقان برزخ السويس. يمر الأول بالقرب من محطة «التينة» الحالية، على بعد 25 كم جنوب مدينة بورسعيد الحالية. والثاني عند النقطة المعروفة بالكيلو 9، على قناة السويس. وكانا يصبان في البحر الأبيض المتوسط، الأول عند «بيلوز»، والثاني عند فم «أمّ فرج»، وكلا المصبَّين شرقي مدينة بورسعيد.
وعندما انحسرت مياه الخليج نحو الجنوب، خلّفت وراءها سلسلة من الوهاد والبطاح، التي كانت تملؤها المياه الضحلة. فصارت «هيروبوليس» من دون ميناءً على البحر الأحمر. ففقدت جزءاً من صفتها التجارية وأهميتها الملاحية، ولم تحتفظ إلاّ بأهميتها الإستراتيجية، كجزء من القلاع، التي كانت تكوّن سور مصر الشرقي، وتمتد، عبر البرزخ، شمالي سيناء، إلى غزة.

### العصر البطلمي
كما نشأ ميناء جديد على الرأس الجديد لخليج السويس، يسمى «أرسينوي أن» أو «كليوباتريس»، في العصر البطلمي، وكان هذا الميناء ناحية «السيرابيوم»، التي تقع شمال البحيرات المُرّة.
ثم استمر انحسار خليج السويس نحو الجنوب، مرة أخرى، وانفصلت البحيرات المُرّة عن الخليج، فنشأ ميناء البحر الأحمر الجديد، الذي سُمي كليزما، في العصر الروماني، وهو الذي حرّف العرب اسمه إلى القلزم، وسموا به، كذلك، البحر الأحمر.
وفي القرن العاشر الميلادي، نشأت ضاحية جديدة جنوبي «القلزم» سميت بـ «السويس». ما لبث أن ضُمت إليها «القلزم» القديمة، وحلت محلها، وأصبحت ميناء مصر على البحر الأحمر.
فالسويس الحديثة هي سليلة «القلزم» أو «كليزما» البيزنطية، و«كليزما» وريثة «أرسينوي» البطلمية. و«أرسينوي»، هي الأُخرى، وريثة«هيروبوليس» أو«سيكوت» الفرعونية.
وتُعَدّ مدينة السويس مثلاً لهجرة المدُن إلى مواقع جديدة، تمكّنها من أداء وظيفتها، التي يؤهلها لها الموقع الجغرافي، الذي تحتله. وأيّاً ما كان اسم مدينة السويس، فهي ميناء مصر على الطرف الشمالي لخليج السويس. لأنها أقرب نقطة إلى البحر الأحمر، يسهل الاتصال منها مباشرة بقلب الحياة المصرية النابض. فالسويس تمتاز عن موانئ البحر الأحمر الجنوبية، بأن الطريق من البحر إلى النيل، لا يخترق أودية وجبالاً بركانية وعرة. كما أن المدن، عند «قنا» أو «قفط»، داخلية، تضرب في أعماق الصعيد، منعزلة، نسبياً، عن الدلتا، التي تزدهر فيها تجارة البحر الأبيض المتوسط.
والموقع الجغرافي لخليج السويس والنيل، يهيئ طرف الخليج لنشأة مدينة، ذات وظيفة محدودة، هي تجارة البحر الأحمر، وما وراءه، سواء كانت بلاد بونت أو فارس أو الهند والشرق الأقصى.
فإذا استطاعت هذه المدينة أن تتصل بالنيل، بطريق مائي، تضاعفت أهمية الموقع الجغرافي ووظيفته، كما عظُمت أهمية المدينة. إذ تتلاقى عندها تجارة الشرق والغرب.
أما موقع المدينة، فتحدده علاقة اليابسة بالماء، أي نقطة انتهاء الماء من طرف خليج السويس الشمالي، ونقطة بدء اليابسة. فعندما كان طرف الخليج، عند مدخل «وادي الطميلات»، في العصر الفرعوني، كانت «سيكوت» هي الثغر والمخزن التجاري، إضافة إلى كونها إحدى قلاع سور مصر الشرقي. وكذلك كانت «هيروبوليس» أو «إيرو»، في العصرين الإغريقي الروماني.
شق بيبي الأول قناة سيزوستريس بين النيل وخليج السويس.
وعندما انحسر الخليج نحو الجنوب، تغيّر الموضع، فأصبحت «أرسينوي» عند طرف البحيرات المُرّة. ولمّا ازداد انحساره، تغيّر الموضع، فأصبح «كليزما» أو «القلزم». وأخيراً، استقر الموضع عند «السويس» الحالية.
وقد تحالفت عوامل الموقع الجغرافي والموضع والوظيفة على ربط مصير هذه المدينة، التي تحركت، عبْر التاريخ، فوق خمسين كم، من قرب الإسماعيلية شمالاً، حتى السويس الحالية، بالقناة الصناعية، التي وصلت خليج السويس بالنيل أو أحد فروعه، في بعض فترات متفاوتة من تاريخ مصر. وكان تتويج ذلك كله إطلاق اسم السويس على القناة، التي تصل البحرين، المتوسط والأحمر، وصولاً مباشراً. فخلّد ذلك اسمها.
تحتل مدينة السويس الأصلية رقعة من الأرض، تمتد فوق 1700م طولاً، و500م عرضاً، فوق لسان البحر، أو شبه جزيرة، تقع بين البحر وقمة الخليج الضحلة. وتتجمع أكثر أحياء السويس القديمة شمال خط سكة الحديد، الذي يصل بين السويس و«بور توفيق». أمّا الامتداد الحديث للمدينة، فهو بين هذا الخط و«الزيتية»، حيث توجد مصانع تكرير النفط ومصنع السماد، على جبهة بحرية، تطل على الميناء.
وتمتاز السويس القديمة بشوارعها الضيقة، ومبانيها ذات الطابع المملوكي. وهذه المدينة تتميز تماماً عن مدينة «القلزم»، ولا سيما في العصر التركي. فقد خشي الأتراك من تهديد الأساطيل الأجنبية، فأنشؤوا أسطولاً يحمي السويس، ويحمي موانئ البحر الأحمر التركية الأخرى. وعُدَّت السويس موقعاً حربياً، يرابط فيه الجُند، لحماية مدخل مصر الشرقي. وهذا يُعِيد إلى أذهاننا أهمية «سيكوت» و«هيروبوليس»، في التاريخ القديم. ومن ثَمّ، كان بناء الطابية، وهي قلعة حصينة فوق أحد التلال، تشرِف على البحر. كما أُقيم فيها دار للصناعة (ترسانة) لترميم السفن وبنائها.
وتبدأ نهضة السويس بشق القناة، وإنشاء ميناء «بور توفيق»، وتوسيع الحوض، ليستقبل السفن القادمة إلى الشرق الأقصى، وحوض إصلاح السفن.
وظلت السويس مدينة صغيرة هادئة، حتى القرن التاسع عشر، تقوم بوظيفة الميناء، الذي يربط مصر بالأراضي المقدسة، والشرق عموماً. وكان عدد سكانها، عام 1860، يراوح بين ثلاثة آلاف، وأربعة آلاف نسمة. وما أن حُفرت قناة السويس، حتى دخلت المدينة عهداً جديداً من تاريخها الحافل، فاطّرد نمو العمران فيها، وازداد عدد سكانها بمعدلات سريعة. وليس أدل على ذلك من تتبع أعداد السكان في المدينة، من واقع التعداد الرسمي، ودراسة اتجاهات نموّها. فقد تزايد عدد سكانها على النحو التالي:
عام 1882 نحو 11.316 نسمة.
عام 1937 نحو 49.686 نسمة.
عام 1960 نحو 120.360 نسمة.
وكان في مقدم الأسباب، التي عاقت نموّ مدينة السويس، ندرة المياه العذبة. إذ كان الماء ينقَل إليها على ظهور الجمال، من عيون موسى، التي تقع على مسافة 16 كم، إلى الجنوب الشرقي من السويس. وكانت مكاتب شركات الملاحة البحرية والفنادق الأجنبية، في السويس، تعتمد في خدمة موظفيها ونزلائها، على المكثفات لتحويل ماء البحر إلى ماء عذب. ولمّا أُنشئ الخط الحديدي بين القاهرة والسويس، تولّت الحكومة المصرية نقْل الماء من القاهرة إلى السويس، في صهاريج. وكانت الحكومة تبيع الماء للأهالي.
لذلك، يُعد حفْر ترعة السويس الحلوة، أحد العوامل المهمة، التي أدت إلى تطوّر المدينة، ونموّ العمران فيها. والواقع أن مشروع حفْر هذه الترعة، ارتبط ارتباطاً وثيقاً بمشروع القناة نفسها، بل إن شركة قناة السويس، رأت أن يكون حفْر هذه الترعة سابقاً لحفْر القناة، حتى لا تتعثر عمليات الحفْر، كما حدَث في السنوات الأربع الأولى لتنفيذ مشروع حفْر القناة، في النصف الشمالي من برزخ السويس، بين بورسعيد وبحيرة التمساح (اُنظر الخريطة ب).
وقد عرفت هذه الترعة العذبة باسم «ترعة الإسماعيلية». وعُدّل مخرجها، لتنبثق من النيل مباشرة، عند «شبرا»، على بعد سبعة كيلومترات، شمال القاهرة. وتجري، بعد ذلك، نحو الشمال الشرقي، مع حافة الصحراء، حتى بلدة «العباسة»، في «وادي الطميلات»، ثم تنحدر شرقاً، مخترقة هذا الوادي حتى مدينة الإسماعيلية. وقبيل مدينة الإسماعيلية، تتفرع الترعة إلى فرعين: فرع يتجه شمالاً، إلى بورسعيد. والآخر يخترق الصحراء جنوباًن إلى مدينة السويس، ليغذيها بالمياه العذبة، وينتهي إلى خليجها. ويبلغ طول ترعة الإسماعيلية، من النيل إلى بحيرة التمساح، 136 كم. ويُقدر طول فرع بورسعيد بنحو 90 كم. أمّا فرع السويس، فيبلغ طوله 87 كم.
وما أن وصلت مياه النيل العذبة إلى منطقة برزخ السويس، وشُق خلال البرزخ قناة تصِل البحر المتوسط بالبحر الأحمر، حتى انقلبت الحياة البشرية في منطقة البرزخ رأساً على عقب، وتحوّل الهمود إلى حياة صاخبة، وإن لم تكن هذه الحياة من صنْع قناة السويس، بقدر ما هي من صنْع مياه النيل، التي وصلت إلى البرزخ.
ويصور علي مبارك أهمية ترعة الإسماعيلية، وأثرها في تطور مدينة السويس، في «الخطط التوفيقية»، بقوله: «ومن أكبر أسباب عمارة مدينة السويس، وصول مياه النيل إليها، من الترعة الإسماعيلية، التي أنشئت في عهد الخديوي إسماعيل. وجعل فمها من»بولاق «مصر بالقاهرة ومصبها في البحر الأحمر، عند مدينة السويس. فجرى هناك مياه النيل، صيفاً وشتاءً. فتبدل، بذلك، جدب تلك المنطقة خصباً، وأحيا كثيراً من أراضيها. فوجدنا، هناك، حدائق ذات بهجة، فقد زُرِع على جانب الترعة القمح والشعير والبرسيم، وأنواع كثيرة من الخضر».

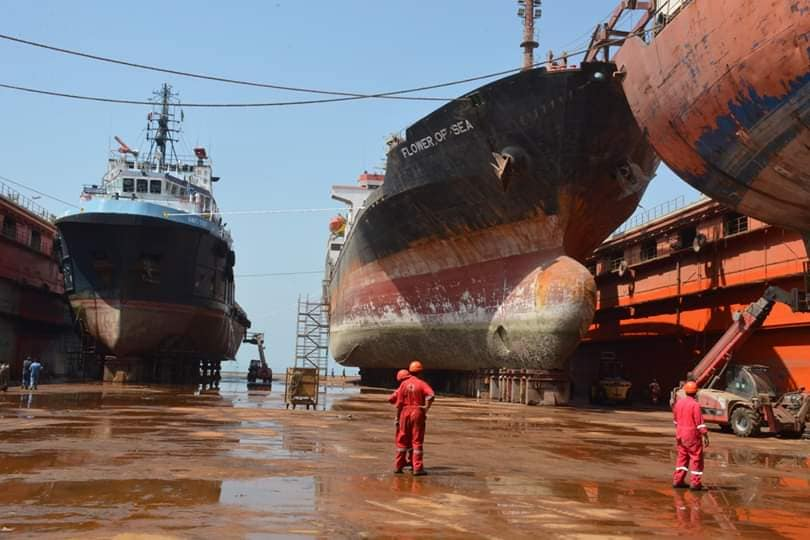
ميناء بمدينة السويس

وفي عام 1865، بُني في ميناء السويس حوض بور إبراهيم، ليحل محل مرفأ السويس القديم، الذي كان قد أهمل منذ عهد بعيد، حتى أصبح من أشد المرافئ خطراً، على السفن والملاحة. وكان مرفأ السويس القديم محدوداً بالجسر، الذي يمر فوقه الخط الحديدي، بين السويس وحوض بور إبراهيم. وكانت المساحة الواقعة إلى الشرق، والمحصورة بين هذا الجسر وقناة السويس، أرضاً منخفضة، تغطيها المياه، وقت المدّ، وتنحسر عنها، وقت الجَزر. وتشقها قناة صغيرة قليلة العمق، تصل منها المراكب والسفن إلى رصيف مرفأ السويس القديم، حيث محطة الحجاج والبضائع القديمة، وجمرك السويس القديم، ودار الترسانة القديمة.
وتزايدت حركة الملاحة، في ميناء السويس، تدريجياً، في أواخر القرن الماضي وأوائل القرن الحالي، لا سيما خلال الحرب العالمية الأولى. فازداد عدد السفن القادمة إلى الميناء، كما ازدادت حمولتها. فأصبح حوض بور إبراهيم عاجزاً عن مواجَهة هذه الحركة. وكانت «الشركة المصرية الإنجليزية» للنفط، أنشأت معملاً للتكرير في منطقة الزيتية، في السويس. وكانت سفنها لا تستطيع دخول مرفأ بور إبراهيم لتفريغ شحنتها، إلا سفينة عقب أخرى. وكثيراً ما كان غاطس هذه السفن، يصل إلى أرض الحوض، وقت الجَزْر، فيترتب على هذا أخطار جسيمة للميناء عينه، وللسفن الموجودة فيه.
واتجهت النية إلى تعميق ميناء السويس، لكي يصل عمق المياه في أحواضه تسعة أمتار، على الأقل، وقت الجَزْر. ولكن، اتّضح أن إجراء أي تعديل لحوض بور إبراهيم، من شأنه تقليل المساحة المائية للميناء، من دون فائدة تذكر للملاحة. فاستقر الرأي على إرجاء تحسين ميناء بور إبراهيم، وبناء أحواض جديدة، وتوفير كل المستحدثات الفنية، المتعلقة بتسهيل الملاحة، في الخليج المتسع، الواقع إلى الشمال من بور إبراهيم.
وتقرر إنشاء ميناء السويس الجديد في الخليج، الواقع بين مرفأ بور إبراهيم ومنطقة الزيتية، ليحدّه من الشرق الخط الحديدي، بين السويس وبور توفيق، ويمتد من الشمال الغربي حتى يصل إلى معمل التكرير في الزيتية. وبدأ العمل في الميناء الجديد، في يوليه 1918. وقد مدت «مصلحة سكة الحديد» خطوطاً حديدية، من «حي الأربعين» إلى معمل تكرير الزيتية، ومعمل التكرير الحكومي، الذي أنشئ فيما بعد. وكانت هذه الخطوط تستخدم في نقْل مشتقات النفط إلى داخل البلاد. وقد استعيض عن ذلك بخط أنابيب، ينقل المشتقات الثقيلة إلى معمل تكرير «مسطرد»، الذي أنشئ لاحقاً، إلى الشمال من مدينة القاهرة.
وقـد بـدأت السويس، في الوقت الحـاضر، نهضة جديدة، بإنشاء عدد من الصناعات المهمة، ولا سيما صناعات تكرير النفط ومشتقاته. وبذلك، تعود السويس لتؤدي دوراً جديداً في تاريخها. فهي ليست قلعة مصر عند قمة خليج السويس فحسب، ولا هي ميناء للعبور فقط، بل هي ثغر كبير، يشرِف على إحدى صناعات مصر المهمة، وهي الصناعات النفطية، ودار للصناعة، ومنطلق نحو موانئ البحر الأحمر ـ أو البحيرة العربية الكبرى ـ ومبتدأ رحلة الحاج إلى الأراضي المقدسة.

### العصر الإسلامي

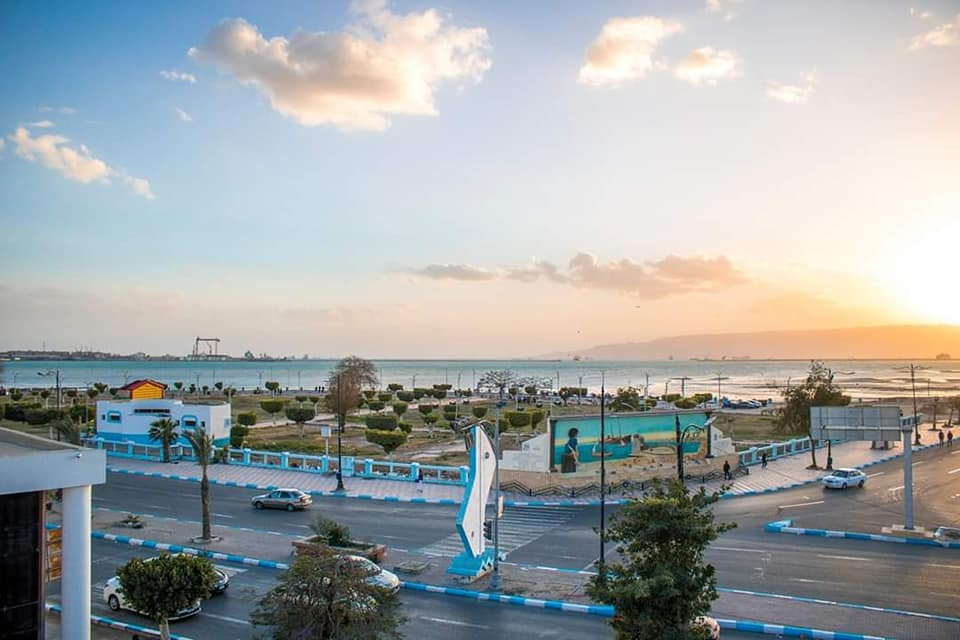
مدينة السويس

وكانت تقطن مدينة السويس، قبل الفتح الإسلامي، جماعة من الناس، تشتغل، غالباً، بالصيد والقرصنة. ولكن السويس لم تلبث أن شهدت نشاطاً واسعاً، وانتعشت انتعاشاً واضحاً، في العصر الإسلامي.
وكان أول ما اشتهرت به السويس، في ميدان النشاط الاقتصادي، في العصر الإسلامي، هو بناء السفن. ويظهر أن بناء السفن، كان له شأن عظيم في مصر، في فجر الإسلام، خاصة في العصر الأموي.
وقد ألقت البرديات شعاعاً من النور على صناعة السفن في مصر، عندئذٍ. وأظهرت مهارة الملاحين المصريين في ركوب البحر، فضلاً عن تقدير الحكومة الإسلامية المركزية لتلك المهارة، وعملها على استغلالها، والإفادة منها.
وثمة حقيقة مهمة، هي أن البرديات، التي اكتشفت حديثاً في «كوم اشقاو»، والتي ترجع إلى عهد الخليفة الأموي الوليد بن عبد الملك، أشارت، صراحة، إلى أن صناعة السفن، ازدهرت في مصر، في ثلاثة مراكز، هي: الروضة والسويس (القلزم) والإسكندرية. وهذا يعني أن منطقة السويس، كان لها أهميتها الكبرى في صناعة السفن، إحدى أكبر الصناعات، التي عرفتها مصر الإسلامية. كما كانت السويس أحد ثلاثة مراكز كبرى في مصر، لبناء السفن التجارية، وغير التجارية.
كذلك، ظهر لمنطقة السويس أهمية اقتصادية، خاصة في العصور الوسطى، هي غِنى تلك المنطقة بالثروة المعدنية، مثل الذهب والزمرد، فضلاً عن الأخشاب. والمعروف أن أشجار السنط، كانت تنمو بكثرة في شبه جزيرة سيناء، وحول السويس. وقد اهتم صلاح الدين الأيوبي بتلك الأشجار، لأهمية أخشابها في بناء السفن، في وقت اشتدت فيه الحرب، البرية والبحرية، ضد الصليبيين في الشام، وفي حوض البحر المتوسط. وفي عصر المماليك، ظلت القوافل تحمل أخشاب شجر السنط، بانتظام، بين السويس والقاهرة، مما أضفى على منطقة السويس أهمية اقتصادية خاصة.

### عصر المماليك
في عام 1505 قاد المعلم حسن شاهبندر تجار القلزم أسطول تجاري لقتال البرتغاليين أمام الساحل الغربي للهند.

### عصر العثمانيين
في عام 921 ه‍ (1516) أقلعت تجهيزة (حملة) مصرية عثمانية من السويس تحت امرة سلمان الرومي وحسين تركي (مملوك) لقتال البرتغاليين وكانت بداية ضم اليمن للدولة العثمانية.
في عام 1541 هاجمها أسطول برتغالي بقيادة استيفاو دا غاما الحاكم البرتغالي للهند (والابن الثاني لفاسكو دا غاما). أمام قوة الأسطول العثماني المرابط بالسويس اضطر دا غاما للانسحاب وعرّج على ميناء الطور بسيناء حيث دمره ثم اقفل عائداً إلى قاعدته الحديثة في مصوع وميناء أرقيقو المجاور (بإريتريا المعاصرة) الذين مالبث أن أخلاهما وترك العتاد و130 مقاتل و400 من العبيد لإمبراطور الحبشة المحاصر من الدول المسلمة المجاورة وأقلع إلى الهند في 9 يوليو 1541.

### الدولة العلوية

#### خط السكك الحديدية
افتُتح خط السويس الحديدي، في أول ديسمبر 1856. وكانت مدينة السويس أول مدينة في منطقة القناة، ترتبط بالقاهرة بخط حديدي، وقد بلغ طوله 125 كم. وكان الزمن المقرر لقطْع هذه المسافة سبع ساعات. ولكن، كثيراً ما كانت القاطرات تتعطل وسط الصحراء، ويمتد التأخير يوماً أو بعض يوم. وقد أُوقف تشغيل خط القاهرة - السويس، سنة 1869، بعد أن أكملت الحكومة خط القاهرة - الإسماعيلية - السويس. إذ مدّت الحكومة خطاً من الزقازيق إلى الإسماعيلية سنة 1868. ثم مدّت، في العام نفسه، خطاً من الإسماعيلية (نفيشة) إلى السويس. وظل خط القاهرة ـ السويس الحديدي الصحراوي موقوفاً استخدامه، حتى أعيد تشغيله، سنة 1930.

#### قناة السويس
سميت قناة السويس نسبة إلى برزخ السويس الذي تجتازه القناة، التي تبدأ في منطقة بورسعيد، في بقعة ساحلية عند الموقع، الذي اختير مدخلاً للقناة على البحر المتوسط، وليس نسبة إلى مدينة السويس. وكان ذلك في 25 أبريل 1859. وكان حفْر القناة في النصف الشمالي من البرزخ، من بورسعيد حتى بحيرة التمساح، أول عمل من نوعه في التاريخ. فلم يحدث أن شُقَّت قناة في هذه المنطقة. أَمَّا النصف الجنوبي، الذي يقع بين بحيرة التمساح ومدينة السويس، فقد تم حفْر قناة فيه عدة مرات، منذ عهود موغِلة في القدم.

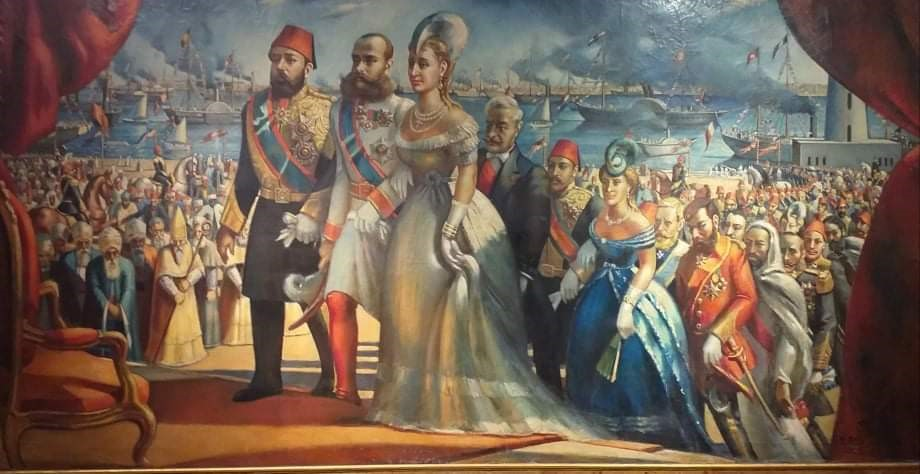
افتتاح قناة السويس القديمة

ازدادت أهمية السويس، بعد افتتاح القناة البحرية. وقد ضمت الحكومة المصرية «زيلع» و«بربرة» إلى أملاك مصر، في سنة 1875، وكانتا من أملاك تركيا، وتابعتين للواء الحديدة في اليمن. وقد صدر الفرمان مؤرخاً في أول يوليه 1875، من السلطان العثماني إلى خديوي مصر، بالتنازل عن زيلع وملحقاتها، مقابل زيادة الجزية السنوية، التي تدفعها مصر إلى تركيا. وأصبحت سفن الأسطول المصري في البحر الأحمر، تمارس نشاطها في منطقة شاسعة، تبدأ من السويس إلى سواحل خليج عدن الشمالية.

### السويس رمز المقاومة الشعبية
يعد يوم 24 أكتوبر عيداً وطنياً تحتفل به السويس بذكري المقاومة الشعبية في صد العدوان الإسرائيلي على المدينة في حرب أكتوبر 1973. وتعد مدينة السويس الشرارة الأولى لثورة 25 يناير التي أدت لتنحي الرئيس المصري السابق حسني مبارك. وقد سقط أول شهيد في الثورة المصرية في حي الأربعين في السويس ويعتبر البعض أن لولا اشتباكات حي الأربعين بالسويس لما استمرت الثورة.

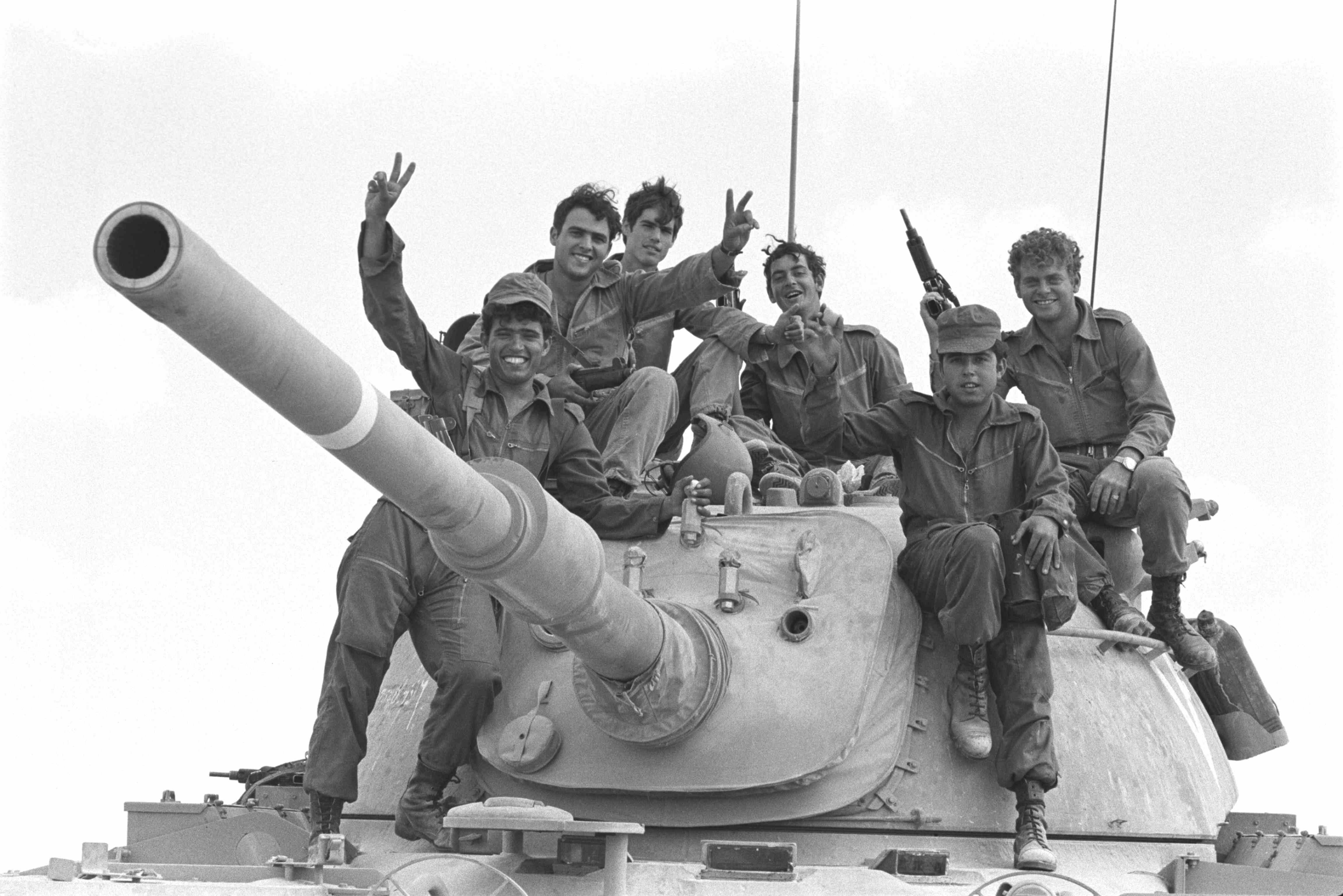
حرب اكتوبر 1973
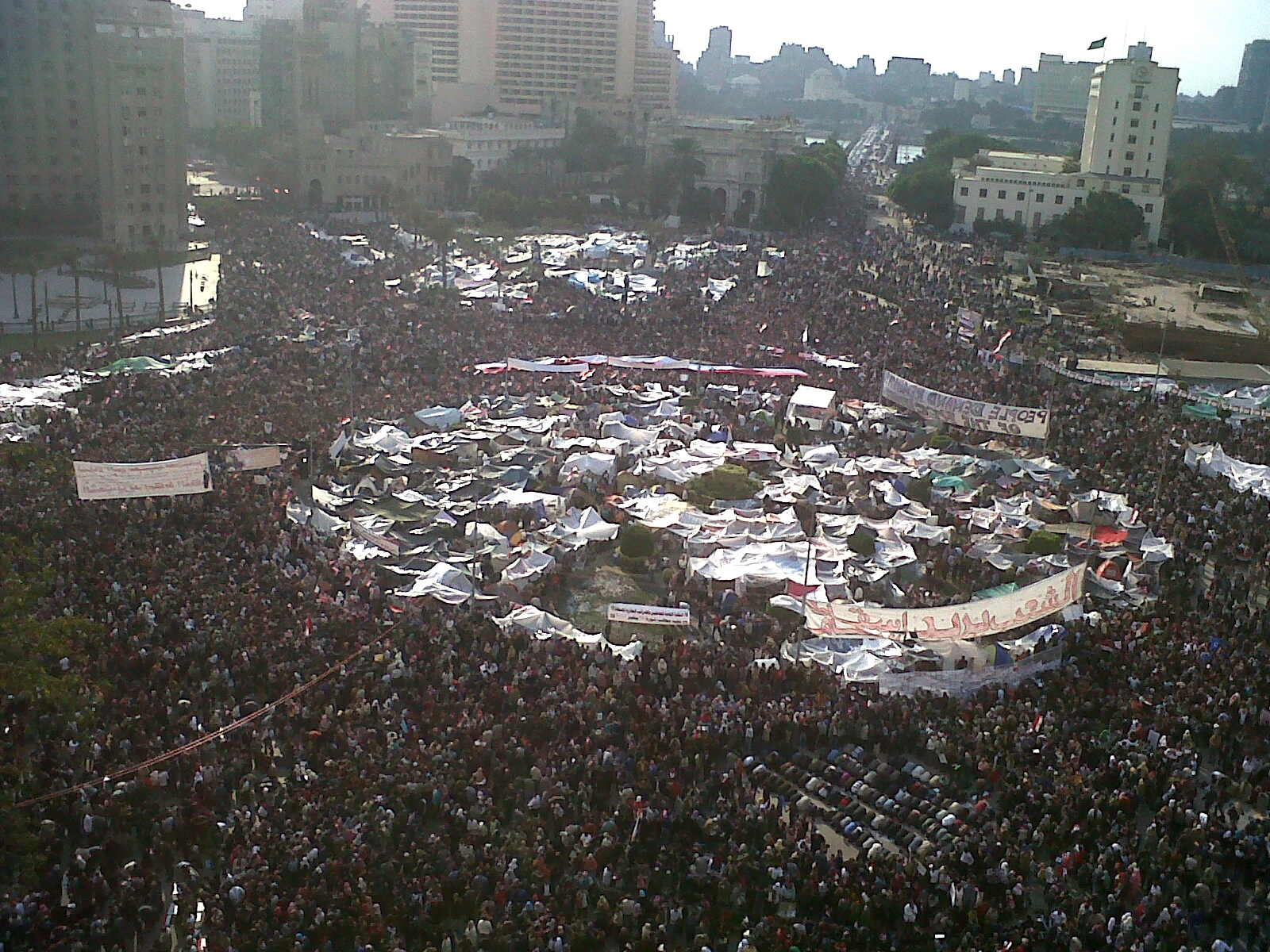
ثورة 25 يناير 2011

## الجغرافيا والسكان

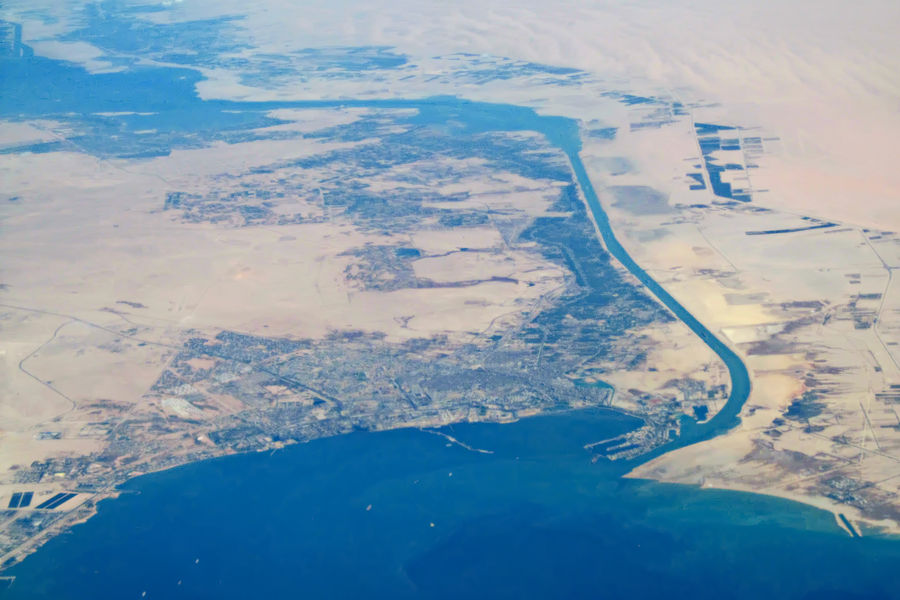
صورة جوية لمدينة السويس

### المناخ
| البيانات المناخية لـلسويس          | البيانات المناخية لـلسويس | البيانات المناخية لـلسويس | البيانات المناخية لـلسويس | البيانات المناخية لـلسويس | البيانات المناخية لـلسويس | البيانات المناخية لـلسويس | البيانات المناخية لـلسويس | البيانات المناخية لـلسويس | البيانات المناخية لـلسويس | البيانات المناخية لـلسويس | البيانات المناخية لـلسويس | البيانات المناخية لـلسويس | البيانات المناخية لـلسويس |
| الشهر                              | يناير                     | فبراير                    | مارس                      | أبريل                     | مايو                      | يونيو                     | يوليو                     | أغسطس                     | سبتمبر                    | أكتوبر                    | نوفمبر                    | ديسمبر                    | المعدل السنوي             |
| ---------------------------------- | ------------------------- | ------------------------- | ------------------------- | ------------------------- | ------------------------- | ------------------------- | ------------------------- | ------------------------- | ------------------------- | ------------------------- | ------------------------- | ------------------------- | ------------------------- |
| الدرجة القصوى °م (°ف)              | 29.4 (84.9)               | 39.0 (102.2)              | 36.9 (98.4)               | 42.8 (109.0)              | 43.5 (110.3)              | 46.1 (115.0)              | 44.1 (111.4)              | 45.8 (114.4)              | 41.2 (106.2)              | 39.2 (102.6)              | 37.0 (98.6)               | 28.4 (83.1)               | 46.1 (115.0)              |
| متوسط درجة الحرارة الكبرى °م (°ف)  | 19.4 (66.9)               | 21.2 (70.2)               | 23.6 (74.5)               | 28.5 (83.3)               | 32.4 (90.3)               | 35.1 (95.2)               | 36.1 (97.0)               | 35.7 (96.3)               | 33.2 (91.8)               | 30.1 (86.2)               | 25.4 (77.7)               | 20.7 (69.3)               | 28.4 (83.1)               |
| المتوسط اليومي °م (°ف)             | 14.8 (58.6)               | 16.0 (60.8)               | 18.2 (64.8)               | 22.3 (72.1)               | 25.7 (78.3)               | 28.1 (82.6)               | 29.3 (84.7)               | 29.3 (84.7)               | 27.3 (81.1)               | 24.5 (76.1)               | 20.2 (68.4)               | 16.0 (60.8)               | 22.6 (72.7)               |
| متوسط درجة الحرارة الصغرى °م (°ف)  | 10.5 (50.9)               | 11.3 (52.3)               | 13.1 (55.6)               | 16.4 (61.5)               | 19.5 (67.1)               | 22.4 (72.3)               | 23.9 (75.0)               | 24.2 (75.6)               | 22.8 (73.0)               | 20.0 (68.0)               | 15.7 (60.3)               | 11.8 (53.2)               | 17.6 (63.7)               |
| أدنى درجة حرارة °م (°ف)            | 4.1 (39.4)                | 5.6 (42.1)                | 7.4 (45.3)                | 8.7 (47.7)                | 13.6 (56.5)               | 17.7 (63.9)               | 19.4 (66.9)               | 19.7 (67.5)               | 16.9 (62.4)               | 14.5 (58.1)               | 9.9 (49.8)                | 5.5 (41.9)                | 4.1 (39.4)                |
| الهطول مم (إنش)                    | 5 (0.2)                   | 2 (0.1)                   | 4 (0.2)                   | 1 (0.0)                   | 0 (0)                     | 0 (0)                     | 0 (0)                     | 0 (0)                     | 0 (0)                     | 0 (0)                     | 2 (0.1)                   | 3 (0.1)                   | 17 (0.7)                  |
| متوسط أيام هطول الأمطار (≥ 1.0 mm) | 0.6                       | 0.1                       | 0.5                       | 0.1                       | 0.0                       | 0.0                       | 0.0                       | 0.0                       | 0.0                       | 0.0                       | 0.1                       | 0.3                       | 1.7                       |
| متوسط الرطوبة النسبية (%)          | 58                        | 56                        | 53                        | 45                        | 44                        | 47                        | 52                        | 54                        | 55                        | 57                        | 58                        | 60                        | 53                        |
| المصدر: NOAA                       |                           |                           |                           |                           |                           |                           |                           |                           |                           |                           |                           |                           |                           |

### السكان

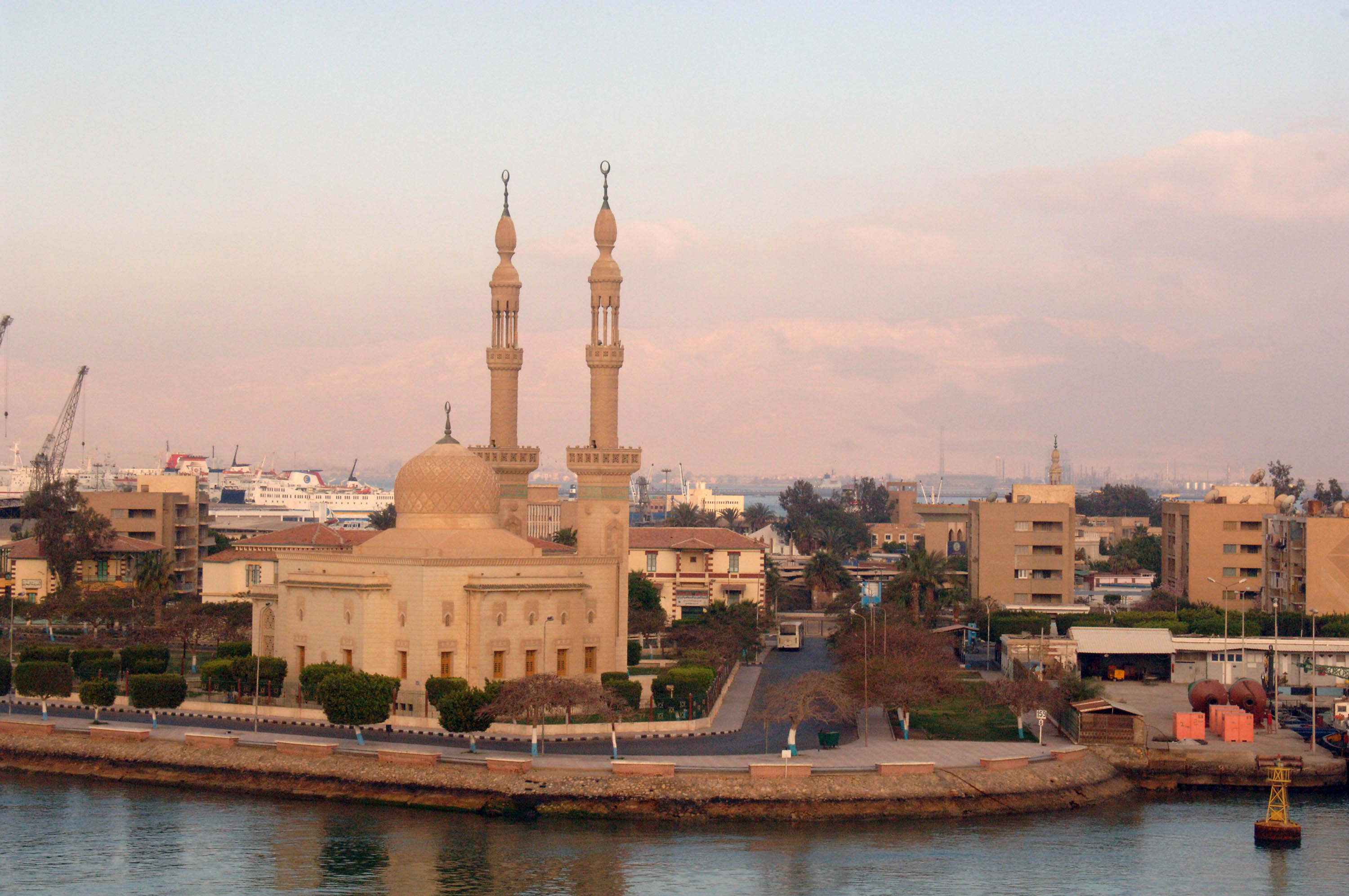

المواطن السويسي (الجمع: السوايسة).

## الأحياء
تضم المدينة خمسة أحياء، هي:
- - حي السويس: حي حضري، فيه معظم الهيئات والمصالح الحكومية.
  - حي الأربعين: يغلب عليه الطابع الشعبي.
  - حي عتاقة: يضم معظم المناطق السكنية والمصانع والشركات وتم فصل هذا الحي إلى اثنين (حي فيصل والصباح وحي عتاقة).
  - حي فيصل يحتوي على المناطق السكنية حتى طريق القاهرة وحي عتاقة يضم المناطق السكنية من بعد الطريق وكذلك المناطق الصناعية الأدبية والسخنة والزعفرانة بما في ذلك المناطق السياحية.
  - حي الجناين: يغلب عليه الطابع الريفي.

## البنية التحتية

### الرياضة
من الناحية الرياضية فيوجد لمدينة السويس فرق تشارك في الدوري المصري الممتاز ومنها نادي بتروجيت ويوجد فرق غير مشاركة في الدوري الممتاز (أ) ولكن مشاركة في الدوري الممتاز (ب) وهو فريق نادي منتخب السويس.

## أعلام السويس
- إسماعيل ياسين[9] ممثل مصري شهير.
- حافظ سلامة قائد المقاومة الشعبية.
- الكابتن غزالي.
- حمدي الميرغني، ممثل.

على عيد
- عبد اللطيف مبارك شاعر مصرى.
- إبراهيم نافع كاتب وصحافي.
- حسام البدري مدرب كره قدم.

## اتفاقيات التوأمة
- سكوبيه، مقدونيا.[10]
- مدينة جيبوتي، جيبوتي.

## معرض صور

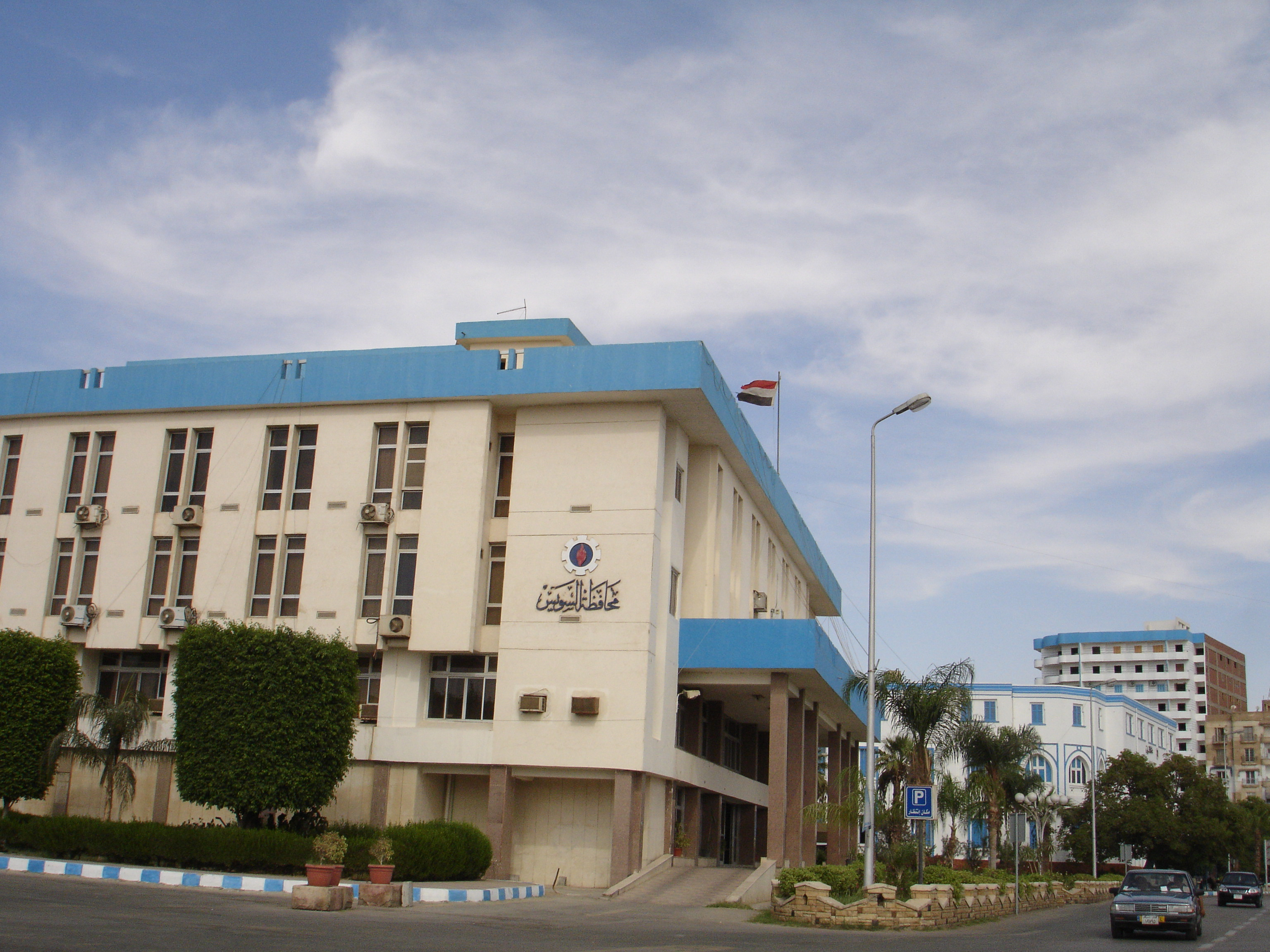
مبنى المحافظة
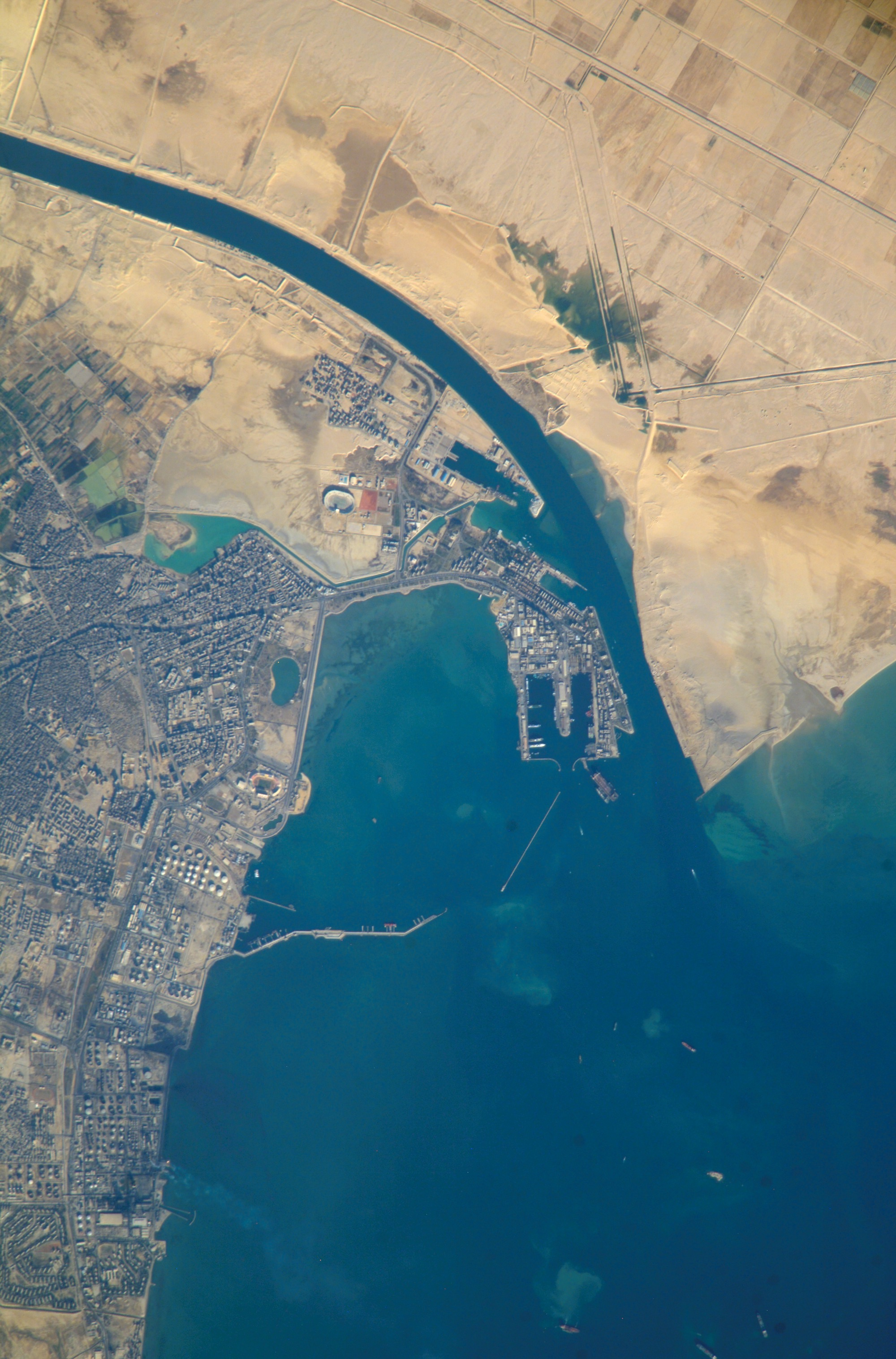
السويس عبر القمر الصناعي
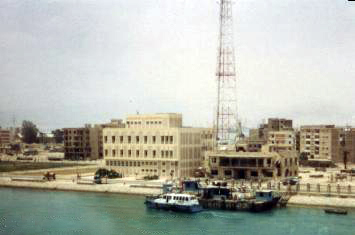
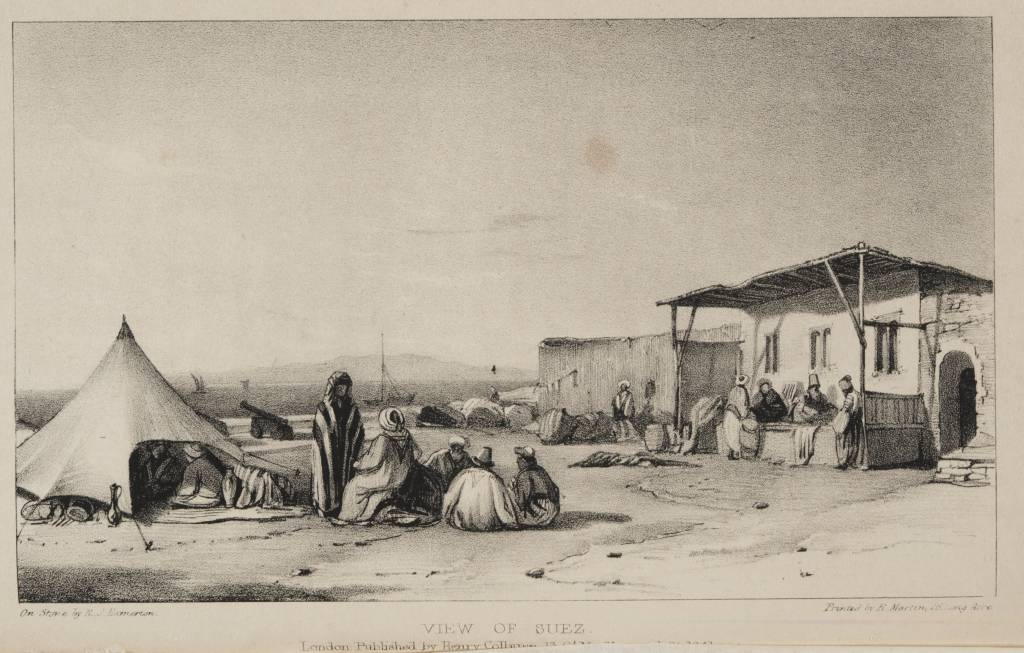
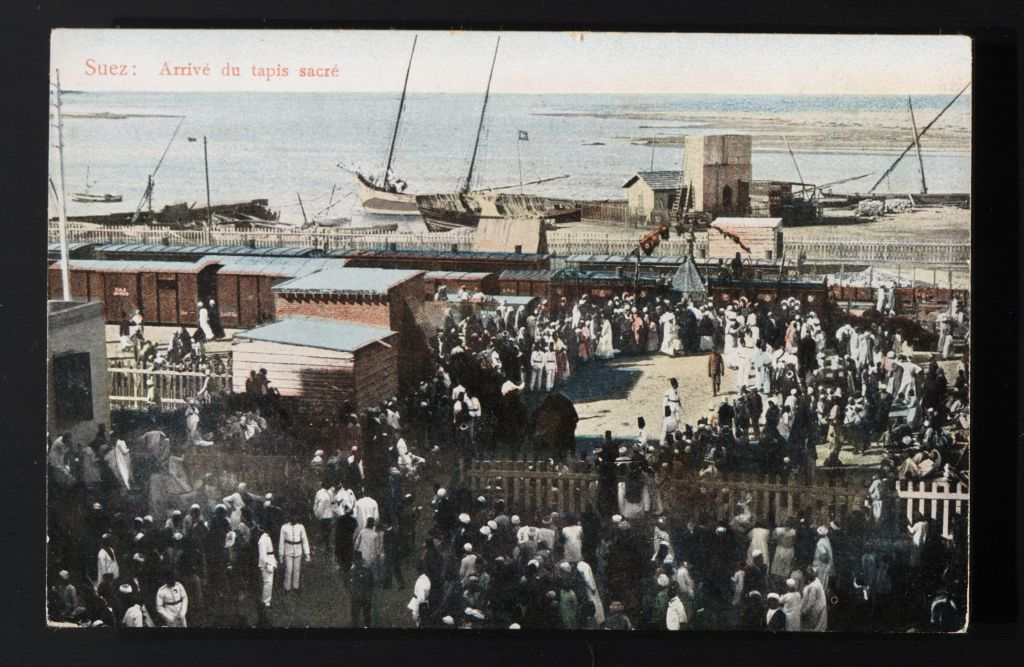
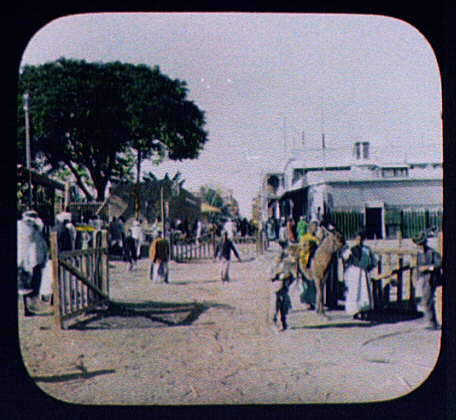
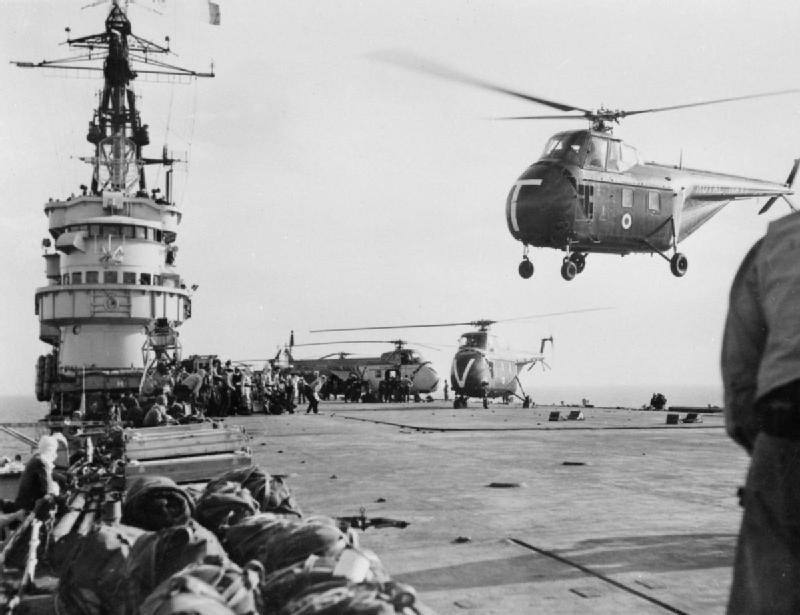

## وصلات خارجية
- البوابة الإلكترونية لمحافظة السويس